# Torna da me (singolo)
Torna da me  è un singolo del rapper italiano Luchè, pubblicato il 29 giugno 2018 come secondo estratto dal quarto album in studio Potere.

## Video musicale
Il video, diretto da Mauro Russo, è stato reso disponibile l'8 agosto 2018 attraverso il canale YouTube del rapper.

## Classifiche
| Classifica (2018) | Posizione massima |
| ----------------- | ----------------- |
| Italia            | 47                |